# هیتر بروک
هیتر بروک (انگلیسی: Heather Brooke؛ زادهٔ ۱۹۷۰ میلادی) روزنامه‌نگار، نویسنده اهل ایالات متحده آمریکا است. از دهه ۱۹۹۰ در انگلستان به سر می‌برد، او به افشای رسوایی هزینه‌های مجلس بریتانیا در سال ۲۰۰۹ پرداخت که با استعفای مایکل مارتین سخنگوی مجلس عوام به اوج خود رسید. بروک استاد روزنامه‌نگاری در دانشکده شهر لندن در رشته روزنامه‌نگاری است. او نویسنده کتاب‌های حق شما برای شناخت (۲۰۰۶)، دولت خاموش (۲۰۱۰)و انقلاب دیجیتالی در پیش است (۲۰۱۱) هست.

## زندگی‌نامه
بروک در پنسیلوانیا، ایالات متحده در یک خانواده اهل لیورپول، انگلستان متولد شد و دارای تابعیت مضاعف آمریکایی و انگلیسی است. او در شهر سیاتل، ایالت واشینگتن بزرگ شد، مادرش در شرکت بوئینگ کار می‌کرد. او در دبیرستان فدرال وی فارغ‌التحصیل شد. روزنامه اسکاتلندی اسکاتسمن به‌طور خلاصه شرح می‌دهد که وی هنگامی که یک نوجوان بود به انگلیس نقل مکان کرد و در ۱۵ سالگی به آمریکا بازگشت. او به بخش ارتباطات دانشگاه واشینگتن رفت و د ر سال ۱۹۹۲ دو مدرک روزنامه‌نگاری و علوم سیاسی را باهم گرفت. وی در همان زمان برای روزنامه روزانه دانشگاه مطالبی فمینیستی می‌نوشت و به داستانهای خبری پوشش می‌داد.

## آغاز کار حرفه‌ای
بروک دوره کارآموزی خود را در المپیا، واشینگتن با روزنامه سخنگو رویو آغاز کرد و این امکان برای او فراهم شد تا با افشاگری در زمینه تحقیق در خصوص هزینه و درآمد سیاستمداران برای دادن انعکاس به اخبار مجلس قانونگذاری ایالتی تجربه کسب کند. او یک سال دیگر در این پست کار کرد اما برای ادامه کار نیاز به بودجه داشت که به دلیل نداشتن استطاعت مالی به گزارش‌های روزنامه‌نگاری جنایی در کارولینای جنوبی روی آورد. وی سپس به انگلستان نقل مکان نمود و در دانشگاه واریک به ادامه تحصیل در رشته ادبیات انگلیسی پرداخت و در ادامه کار شغلی در بنگاه خبرگزاری بی‌بی‌سی پیدا کرد که به کپی‌رایتری و نگارش مقالات تبلیغی و درخواستی پرداخت تا سال ۲۰۱۰ به این کار ادامه داد و سپس به یک شهروند فعال انگلیسی تبدیل شد تا با تشریح وضعیت درآمد و هزینه‌های مقامات انگلیسی بپردازد که از تجریه قبلی‌اش در آمریکا در زمینه تحقیق در مورد مقامات محلی نیز بهره برد.

## فعالیت نویسندگی و آزادی اطلاعات
با تصویب قانون آزادی اطلاعات ۲۰۰۰، بروک شروع به کار کرد تا کتابی را دربارهٔ نحوه استفاده از قانون، که قرار بود پنج سال دیگر اجرا شود، آغاز کند.

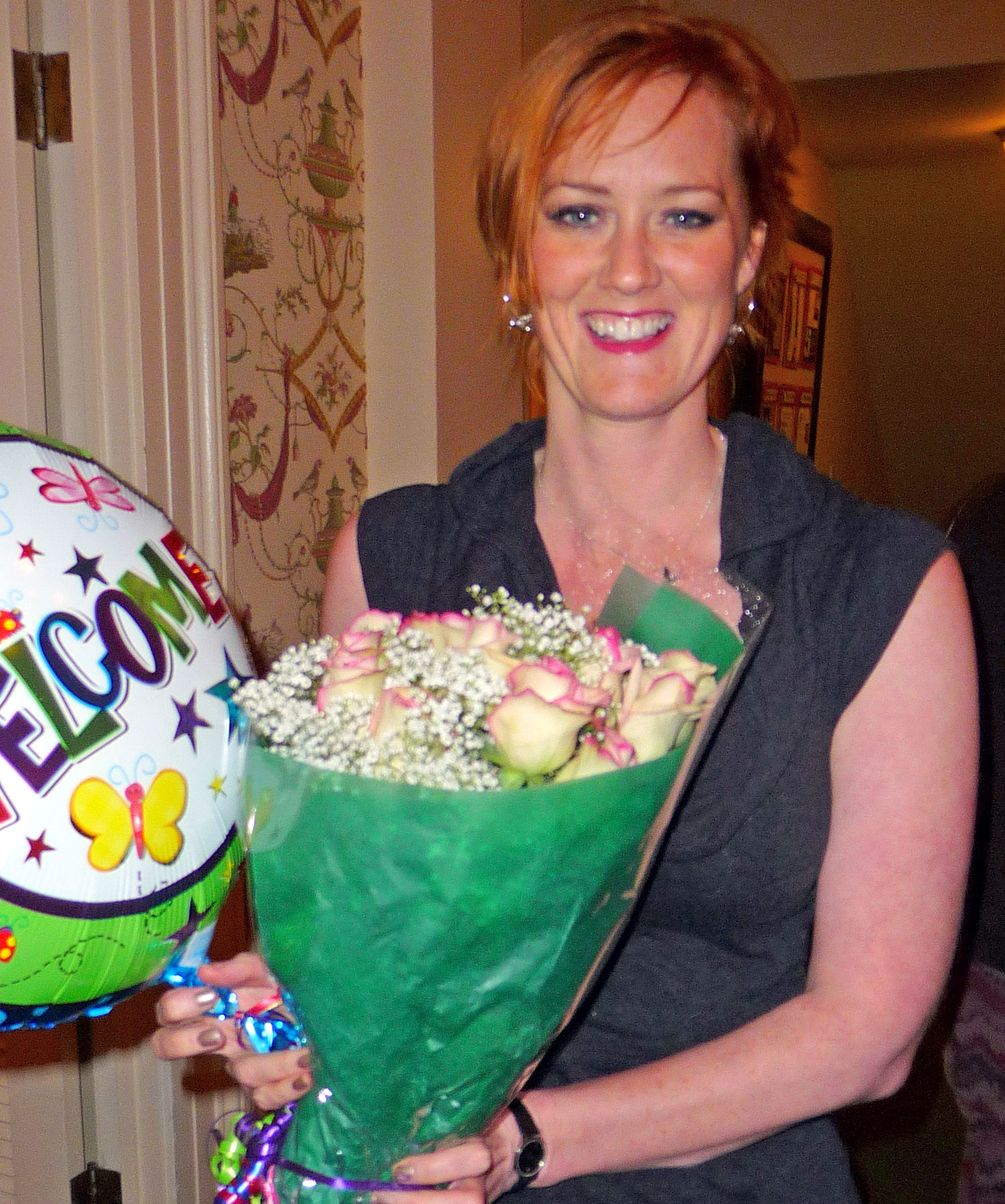
هیتر بروک در سال ۲۰۱۰ جایزه کلیدی خود را در ایالت واشینگتن دریافت کرد"

## شهرت و به رسمیت شناختن
در روز ۲۳ فوریه ۲۰۱۰، بی بی‌سی یک فیلم نمایشی در چهار قسمت را در مورد مبارزات هیتر بروک به منظور افشای هزینه‌های نمایندگان مجلس، تحت نام هزینه‌های پرداخت به نمایش گذاشت. آنا ماکسول مارتین در این نمایش نقش هیتر بروک را ایفا کرد. بروک هنوز به عنوان استاد مهمان در بخش روزنامه‌نگاری دانشگاه شهر لندن مشغول به کار است و از زمان رسوایی هزینه‌ها در این سمت مشغول به کار است. او اولین برنده بین‌المللی جایزه FOI در سال ۲۰۰۹ و دریافت جایزه روزنامه‌نگاری تحقیقی و ویراستاران را دریافت نمود. در مارس ۲۰۱۰، جایزه قضات و همچنین جوایز مطبوعات بریتانیا و جایزه ویژه افتخاری سانسور آزادی بیان که سالانه اهدا می‌شود را دریافت کرد.
بروک همچنین «جایزه کلیدی»، را به افتخار یک عمل خوب در پیشرفت دولت کسب کرد
بروک همچنین از طریق یک حساب شخصی به نقش تبادل پول در هزینه‌های نمایندگان مجلس پرداخت و آن را در کتاب دوم خود، "دولت خاموش" به رشته تحریر درآورد و همچنین کتاب «نحوه محرمانگی و اطلاعات غلط دموکراسی را نابود می‌کند (۲۰۱۰)».
علاوه بر این، خبرگزاری انگلیسی گازت کارهای بروک را به عنوان شماره ۵ در فهرست ۱۰روزنامه‌نگار برتر خود در فوریه سال ۲۰۱۳ رتبه‌بندی کرد.